# Otel·lo (pel·lícula de 1995)
Otel·lo (títol original: Othello) és una pel·lícula de 1995 basada en la tragèdia de William Shakespeare del mateix nom. La pel·lícula va ser dirigida per Oliver Parker i té com a protagonistes a Laurence Fishburne, Irène Jacob i Kenneth Branagh. Destaca per ser la primera producció cinematogràfica rodada per un gran estudi amb un actor afroamericà interpretant el paper de Otel·lo, encara que existeixen altres pel·lícules anteriors, de baix pressupost, protagonitzades per Ted Lange i Yaphet Kotto. Ha estat doblada al català.

## Argument
Es va rodar a Itàlia. La pel·lícula segueix la història de l'obra de prop, però hi ha retallades en moltes línies. A més, afegeix escenes que no estan en l'obra, incloent una escena de sexe entre Otel·lo i Desdèmona, somnis en els quals Otel·lo imagina una suposada relació de Desdèmona amb Casio, una escena en la qual balla Desdèmona per Otel·lo i una escena final en la qual els cossos dels morts són enterrats en el mar. La pel·lícula també utilitza imatges fortes, com quan Emilia diu que els homes roten a les dones quan han acabat amb elles. Iago, que l'ha utilitzat en el seu complot contra Otel·lo, es veu tancant la porta en el fons.

## Repartiment
- Laurence Fishburne: Otel·lo
- Kenneth Branagh: Iago
- Irène Jacob: Desdèmona
- Nathaniel Parker: Cassio
- Michael Maloney: Roderigo
- Pierre Vaneck: Brabantio
- Nicholas Farrell: Montano
- Anna Patrick: Emilia
- Michael Sheen: Lodovico
- André Oumansky: Gratiano
- Indra Ové: Bianca
- Gabriele Ferzetti: Duc de Venècia

## Rebuda
- La pel·lícula no va ser un èxit econòmic, guanyant només 2,1 milions de dòlars als Estats Units amb un pressupost d'11 milions dòlars (no obstant això, tenien una Repartiment en un nombre de cinemes molt limitat).[5] Es van rebre comentaris molt positius, especialment per al personatge de Iago interpretat per Branagh. Janet Maslin va escriure en el New York Times "l'excel·lent rendiment de Branagh, com l'home els maquiavèl·lics plans del qual guien la història de la caiguda de Otel·lo, garanteixen per a aquesta pel·lícula una immediatesa que qualsevol tipus de públic va a entendre."[6] Branagh va ser nominat a un premi Screen Actors Guild Award (Sindicat d'actors) per la seva actuació, en la categoria de "Millor Interpretació per un actor secundari".[7]
- "Molt teatral, però el text és tan potent que el resultat és interessant"[8]
- "Minuciós i intimista retorn al text de Shakespeare"[9]